# Mupparnas julsaga
Mupparnas julsaga (engelska: The Muppet Christmas Carol) är en amerikansk musikalisk dramakomedifilm från 1992 i regi av Brian Henson, producerad av Walt Disney Pictures. Filmen är baserad på Charles Dickens kortroman En julsaga från 1843. Detta var den fjärde långfilmen med Mupparna och den första som producerades efter att deras skapare, Jim Henson, dog 1990. I huvudrollerna ses Michael Caine som Ebenezer Scrooge, tillsammans med Mupp-aktörerna Dave Goelz, Steve Whitmire, Jerry Nelson och Frank Oz som gestaltar olika roller, däribland Gonzo som är filmens berättare (som Charles Dickens), i sällskap av Rizzo samt Kermit som Bob Cratchit. 

## Handling
Julens tid är kommen, och den ensamme, snåle affärsmannen Ebenezer Scrooge (Michael Caine) är lika bitter som vanligt. Den här julen får han dock besök av tre spöken, som genom en resa genom tid och rum får Scrooge att inse att livets värden även ligger bortanför de materialistiska. 

## Om filmen
Filmen hade amerikansk premiär den 11 december 1992, och svensk premiär den 17 december 1993.

## Rollista i urval
| Roll                        | Originalröst/skådespelare | Svensk röst |
| --------------------------- | ------------------------- | --- |
| Ebenezer Scrooge            | Michael Caine             | Sven Wollter (röst) |
| Förgångna Julars Ande       | Jessica Fox               | Mia Kihl |
| Charles Dickens (Gonzo)     | Dave Goelz                | Ulf Källvik |
| Bob Cratchit (Kermit)       | Steve Whitmire            | Anders Öjebo |
| Robert Marley (Waldorf)     | Dave Goelz                | Ulf Peder Johansson |
| Jacob Marley (Statler)      | Jerry Nelson              | Roger Storm |
| Rizzo                       | Steve Whitmire            | Ulf Peder Johansson |
| Emily Cratchit (Miss Piggy) | Frank Oz                  | Anders Öjebo |
| Fozziwig (Fozzie)           | Frank Oz                  | Roger Storm |
| Nuvarande Julens Ande       | Jerry Nelson              | Bertil Engh |
| Tiny Tim Cratchit (Robin)   | Jerry Nelson              | Anders Öjebo |
| Peter Cratchit              | David Rudman              | Anders Öjebo |
| Betina Cratchit             | Dave Goelz                | Anders Öjebo |
| Belinda Cratchit            | Steve Whitmire            | Anders Öjebo |
| Ebenezer Scrooge som ung    | Raymond Coulthard         | Johan Halldén (röst) |
| Skolläraren (Sam)           | Frank Oz                  | Anders Öjebo |
| Fred                        | Steven Mackintosh         | Peter Krantz (röst) |
| Clara                       | Robin Weaver              | Liza Öhman (röst) |
| Belle                       | Meredith Braun            | Liza Öhman (röst) |
| Dr. Bunsen Honeydew         | Dave Goelz                | Ulf Peder Johansson |
| Animal                      | Frank Oz                  | Ulf Peder Johansson |
| Bean Bunny                  | Steve Whitmire            | Hasse Andersson |
| Svenske kocken              | David Rudman              | Peter Wanngren |
| Mr. Bitte                   | Frank Oz                  | |
| Lew Zealand                 | Jerry Nelson              | Hasse Andersson |
| George                      | Frank Oz                  | Anders Öjebo |
| Mr. Applegate               | Jerry Nelson              | |
| Old Joe                     | David Shaw Parker         | Anders Öjebo |
| Mrs Dilber                  | Louise Gold               | |
| Begravningsentreprenör      | Mike Quinn                | |
| Ma Fozzwing (Emilie Björn)  | Jerry Nelson              | Roger Storm |
| Övriga röster               |                           | Liza Öhman, Nina Alfredsson, Monica Forsberg, Anders Öjebo, Peter Wanngren, Bertil Engh, Hasse Andersson, Ulf Björkegren, Roger Storm |